# 卧铺车

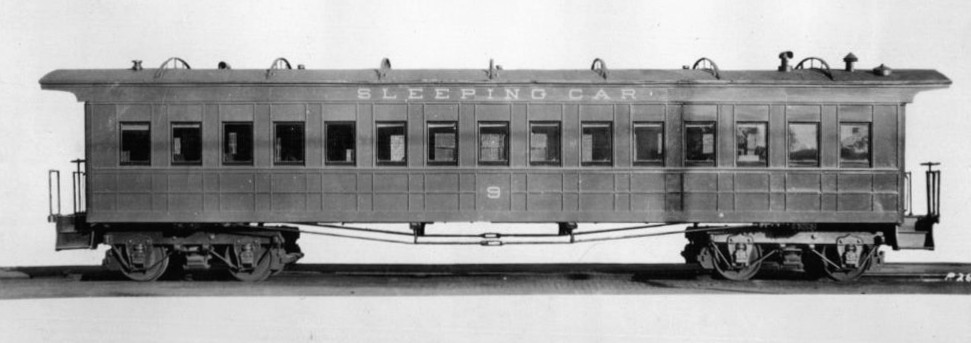
美国早期的普尔曼卧铺车

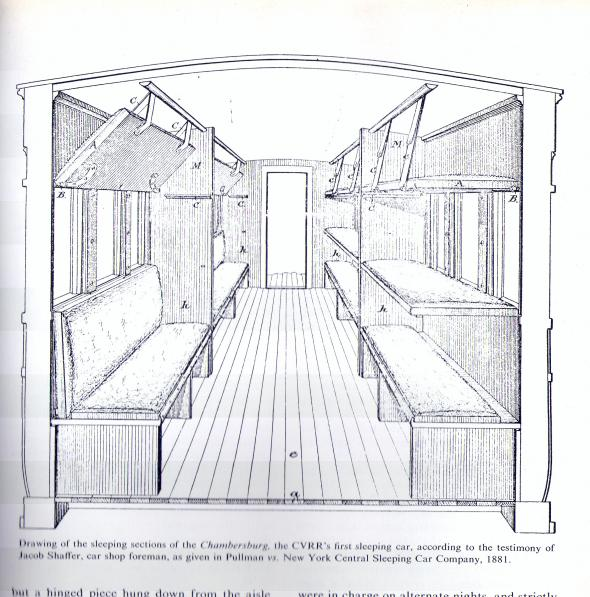
美国首款卧铺车的截面

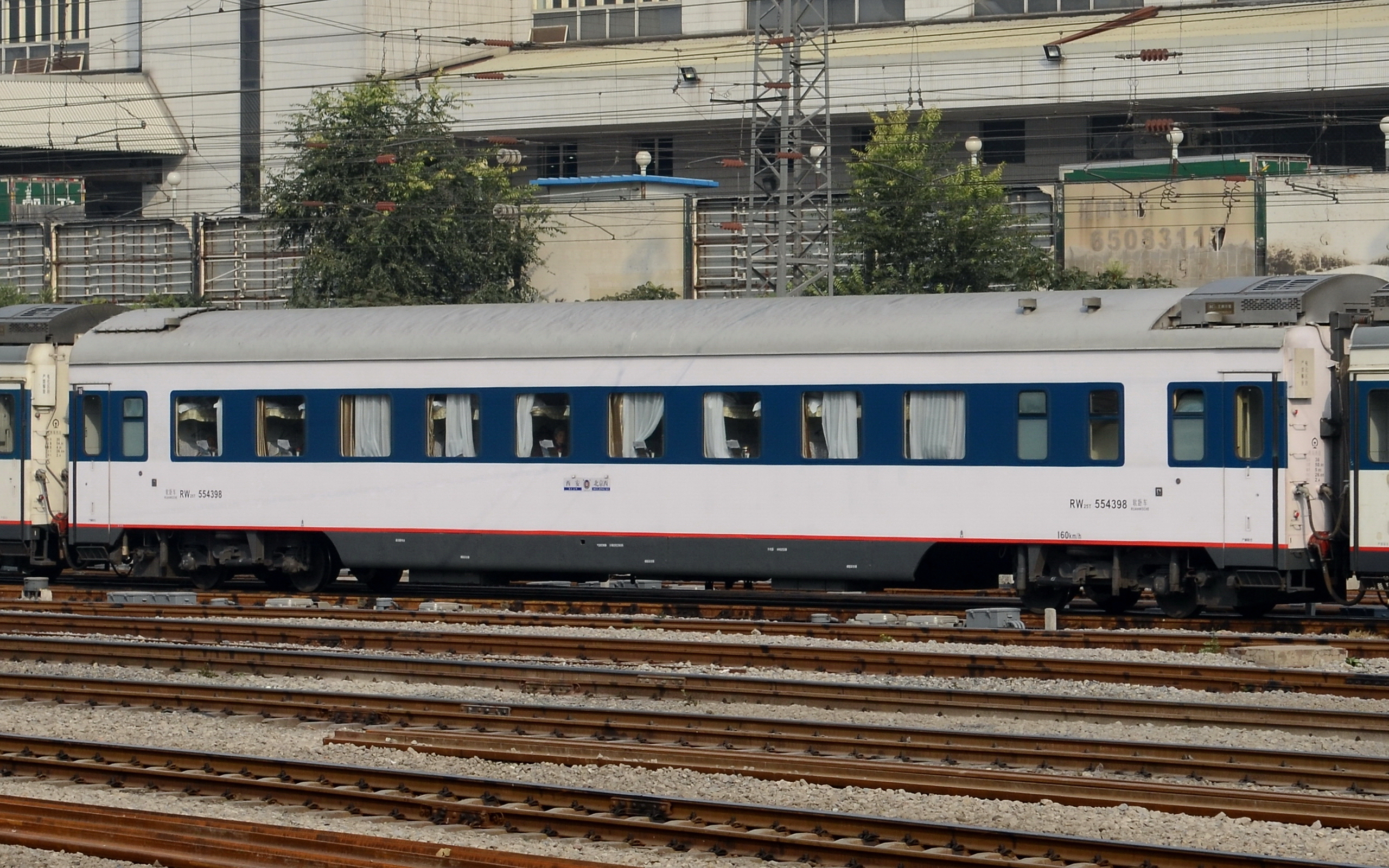
中国铁路RW25T型软卧车

卧铺车，又名寝台车（日语：寝台車）、臥車，是提供乘客床鋪住宿的車廂，多用在長途旅行上。以前有提供一般旅客使用的普通臥車，隨著高速鐵路發展。而以舒適性、豪華內裝聞名的觀光列車正在逐漸興盛。

## 各地概況

### 台湾
台灣日治時期，縱貫線鐵路上也曾出現過臥鋪車。20世紀70年代推動鐵路電氣化工程之後，除了新推出電聯車運行的自強號以外，其他車種客車改以電力機車牽引，縮短了台灣南北鐵路運行時間，臥鋪車因而走入歷史。
目前台鐵僅有每週五行駛的452次為跨夜班次(樹林>台東，經山線)，偶爾連假會加開紅眼自強號(行駛台東-樹林，使用推拉式自強號或柴聯自強號或傾斜式列車)。
2024年1月1日，台鐵公司擬規畫重新啟動觀光臥鋪列車，預計2027年上路。

### 日本
日本的卧铺列车（稱為「寢台列車」）依據設備的不同，分為A寢台，B寢台兩種等級；後來隨著二十世紀末新幹線、長途巴士和國內航空航線的興起，臥鋪車搭乘率下降、班次大幅減少。随着寝台特急北斗星和寝台特急仙后座号的引退，目前日本的定期寝台特急目前只剩“出雲號列車”（东京~出云市）“瀨戶號列車”（东京~高松）两班。此后寝台列车基本告别了一般长途客运的任务，转变为针对中上层收入人群的长途观光休闲用途的车种，比如JR集团在北斗星和仙后座隐退后推出了四季島號列車、九州七星號列車、仙后座紀行以及TWILIGHT EXPRESS瑞風 四班旅游用豪华寝台列车，作为JR的旅游观光列车。

### 中国大陸
中國大陸的臥鋪車類型，主要分為高级软卧、軟臥、硬臥三種寢車，少数列车设有每房间仅1个铺位或3铺位的一人软卧包厢（一人软包）。由於臥鋪列車主要用於長途路線，如京九鐵路、京廣鐵路、京滬鐵路、成昆鐵路、寶成鐵路、隴海鐵路、青藏鐵路、蘭新鐵路、京哈鐵路等路線，其中青藏鐵路所使用的臥鋪車，為了適應青藏高原上的氣壓變化，臥鋪車也準備了氧氣面罩與仿照民航機規格的加壓式客艙，減少乘客在搭乘上由於氣壓變化帶來的不適。
中国铁路的卧铺车最初分三等（一等寝车，二等寝车，三等寝车），1960年后规范为软卧（RW）、硬卧（YW）两等，后来又出现高级软卧。2008年起，中国铁路开始开行卧铺动车组列车。

### 韩国
KORAIL在1981年和2001年曾经生产过两批寝台车，但在2004年所有的定期寝台车均被取消
韩国的还在运行的卧铺车次目前仅有不定期运行的旅游列车“海浪号”

### 新加坡、馬來西亞、泰國
「亞洲東方快車」是由新加坡、馬來西亞、泰國間運行的觀光臥鋪車，分為標準客房、豪華客房、總統套房三種等級。

### 俄羅斯
世界上最長的西伯利亞鐵路，從莫斯科到海參崴一共9,289公里的路程，全程需時八天才能走完，因此西伯利亞鐵路的列車不但豪華，也配有臥鋪車；除此之外，西伯利亞鐵路也開闢了往聖彼得堡、明斯克、華沙、北京、烏蘭巴托、平壤、基輔、蘇維埃港、共青城、阿拉木圖、烏魯木齊、阿姆斯特丹、柏林等跨國支線。由于俄罗斯铁路轨距为1520mm的宽轨，因此卧铺列车的车体比其他国家的更宽，因此俄罗斯的不少卧铺列车设有边铺。

### 歐洲
歐洲有著名的東方快車，從伊斯坦堡經歐洲各大城市延伸到倫敦，早期由国际卧铺车公司营运；後隨著歐洲高速鐵路網的發達，歐洲各國的高速列車也配有針對高消費力乘客設計的臥鋪車。
西班牙鐵路的「塔爾高」列車亦有臥車版。
在英國，大西方鐵路運營往返倫敦帕丁頓車站與彭贊斯閒的Night Riviera列車，Caledonian Sleeper則運營往返倫敦尤斯頓車站與蘇格蘭各地發臥鋪列車。

### 南非
南非的「藍色列車（Blue Train）」行駛在普勒托利亞和開普敦間，是世界上數一數二豪華的觀光臥鋪車。

### 越南
越南鐵路的服務路段中，包含從河內到胡志明市的南北鐵路、河內到老街市的河老鐵路，都有提供臥鋪列車服務；其中河老鐵路提供較為高檔的觀光臥鋪車廂。

### 澳大利亞
在雪梨和伯斯之間以東西向運行的印度洋-太平洋列車，以及在阿德雷德和達爾文港之間南北向運行的汗號列車，皆有提供臥鋪列車。

## 圖片輯

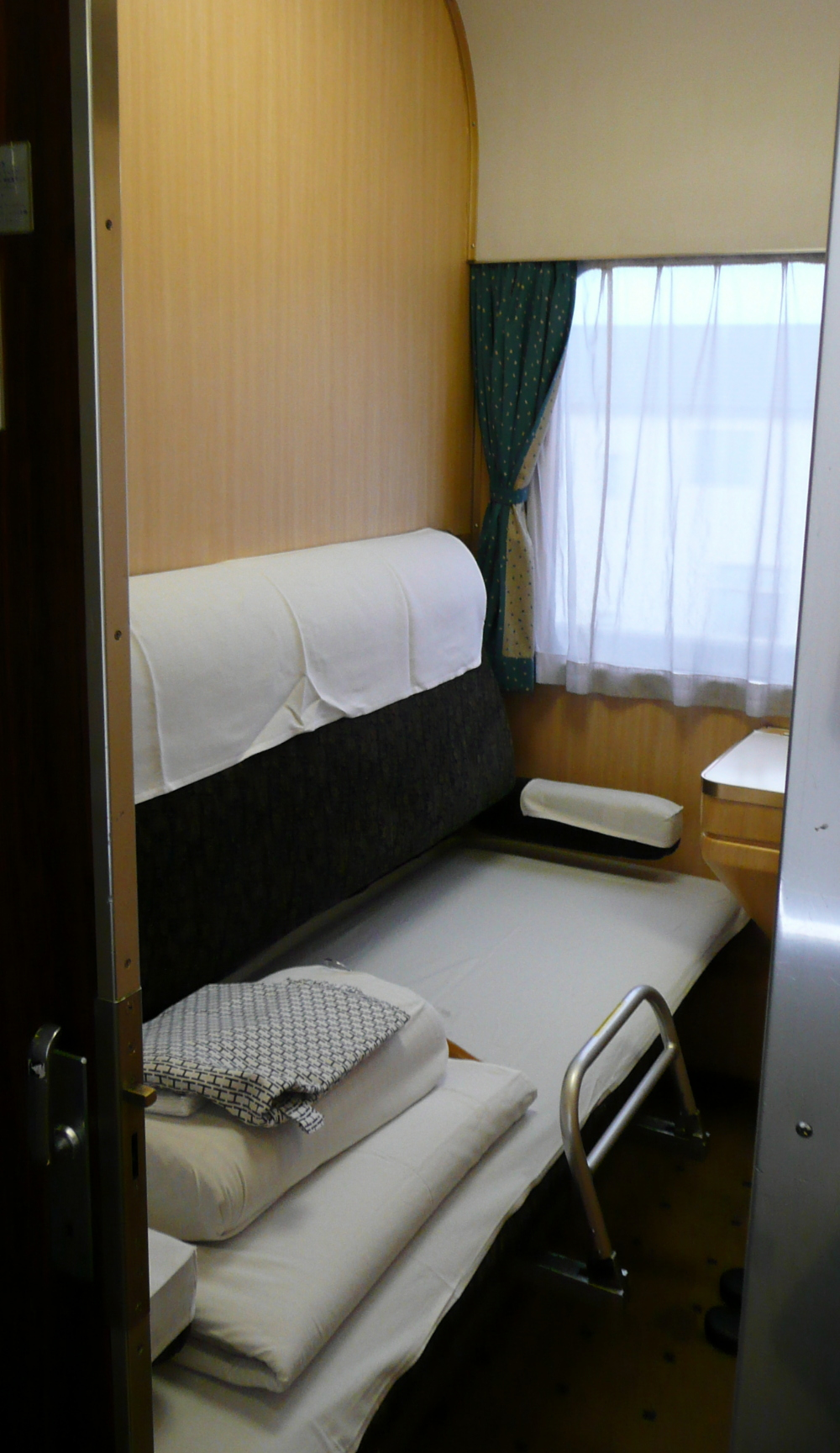
日本的A種卧铺列车-富士
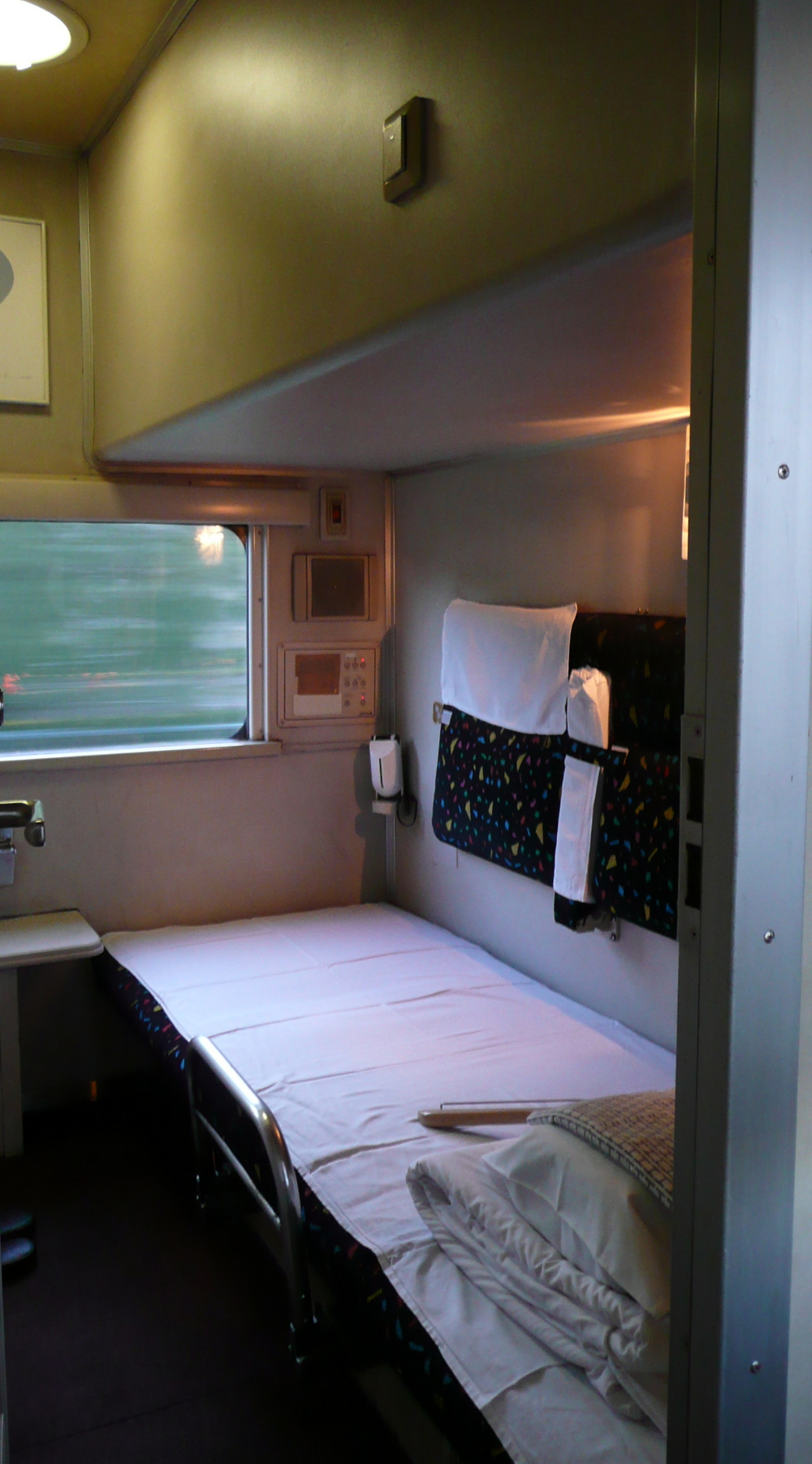
日本的B種卧铺列车(国鉄14系15形寝台特急車-富士）)
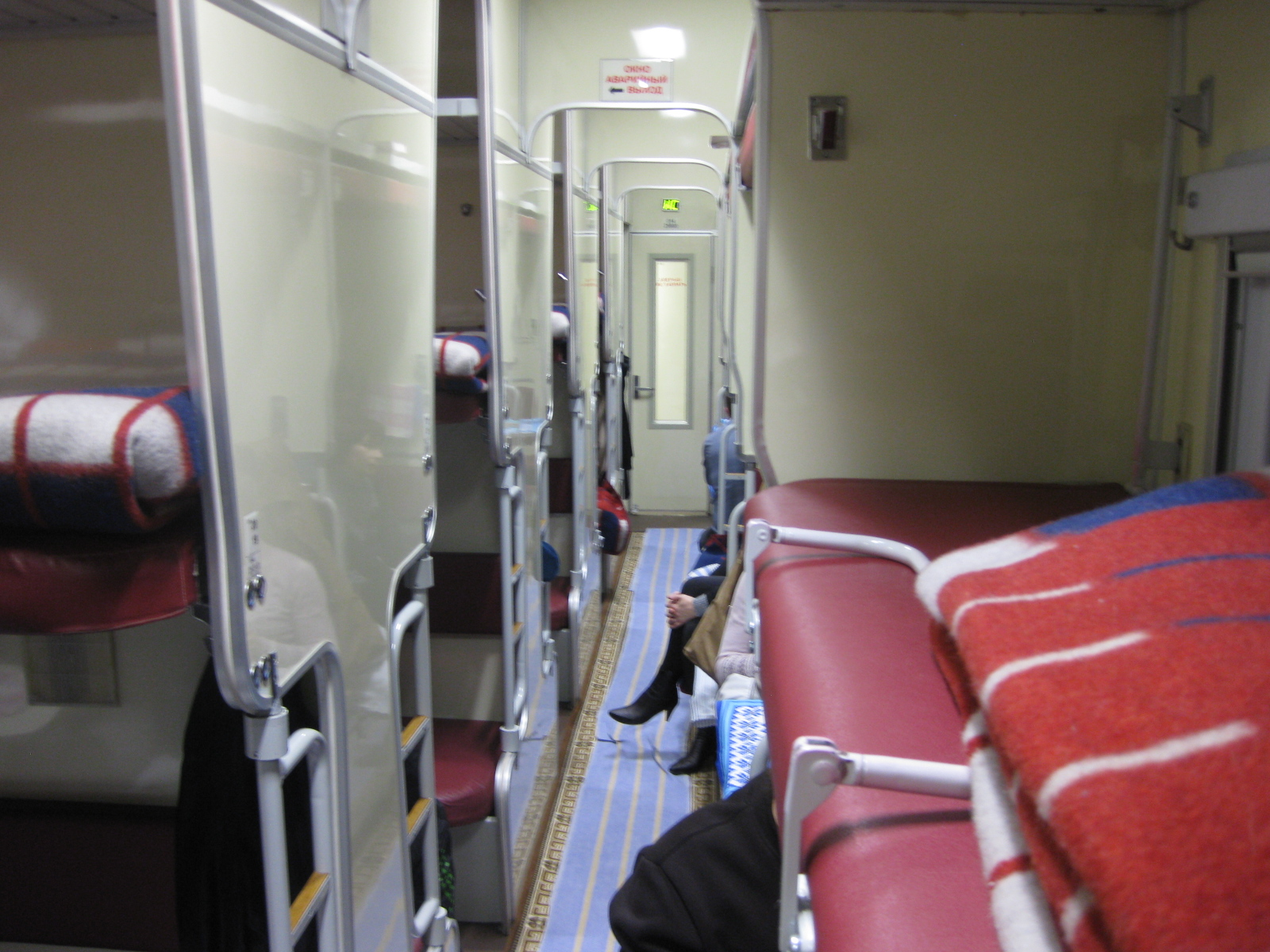
俄罗斯铁路一些卧铺车仍保留边铺（如图右）
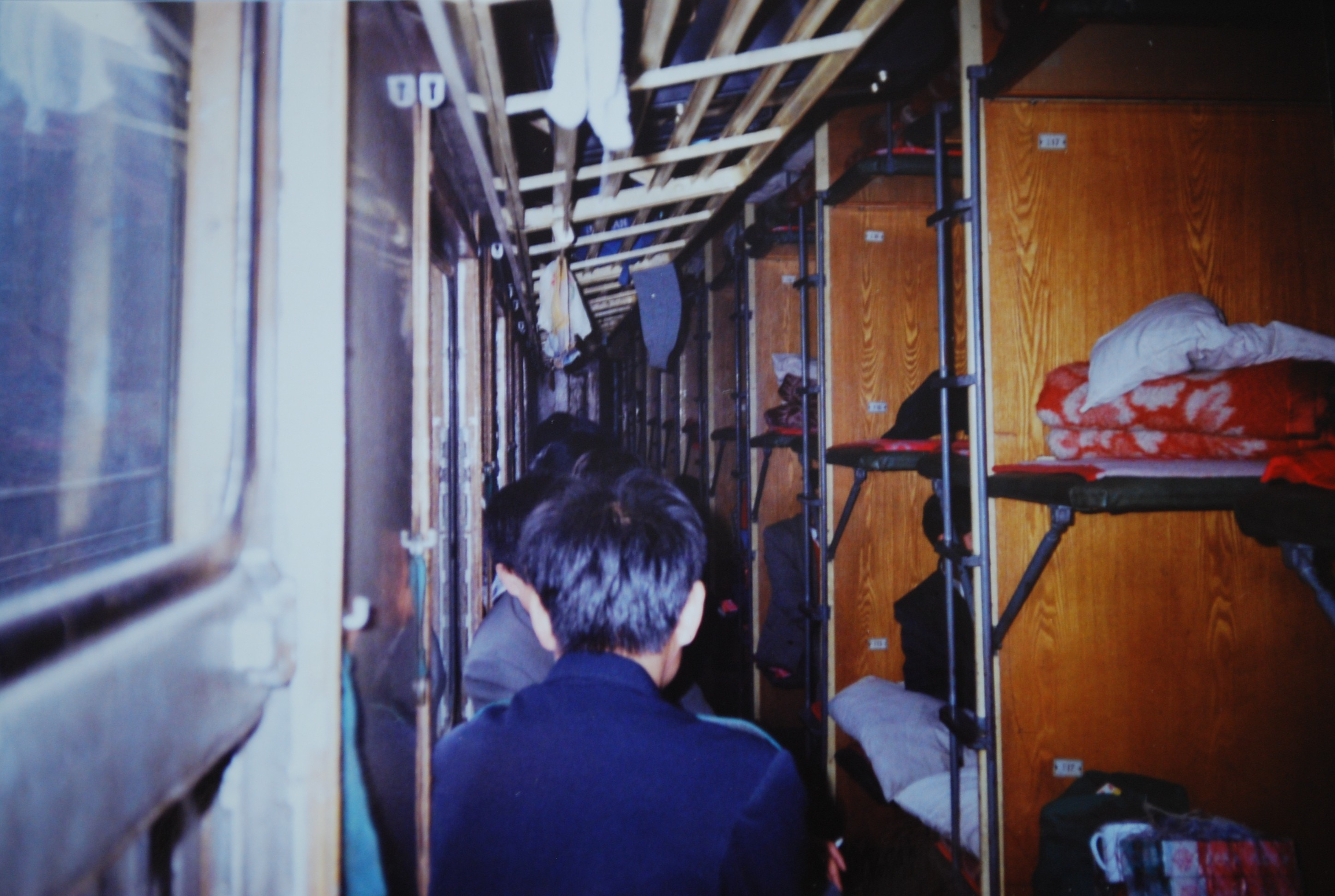
1994年中国的YW22硬卧车
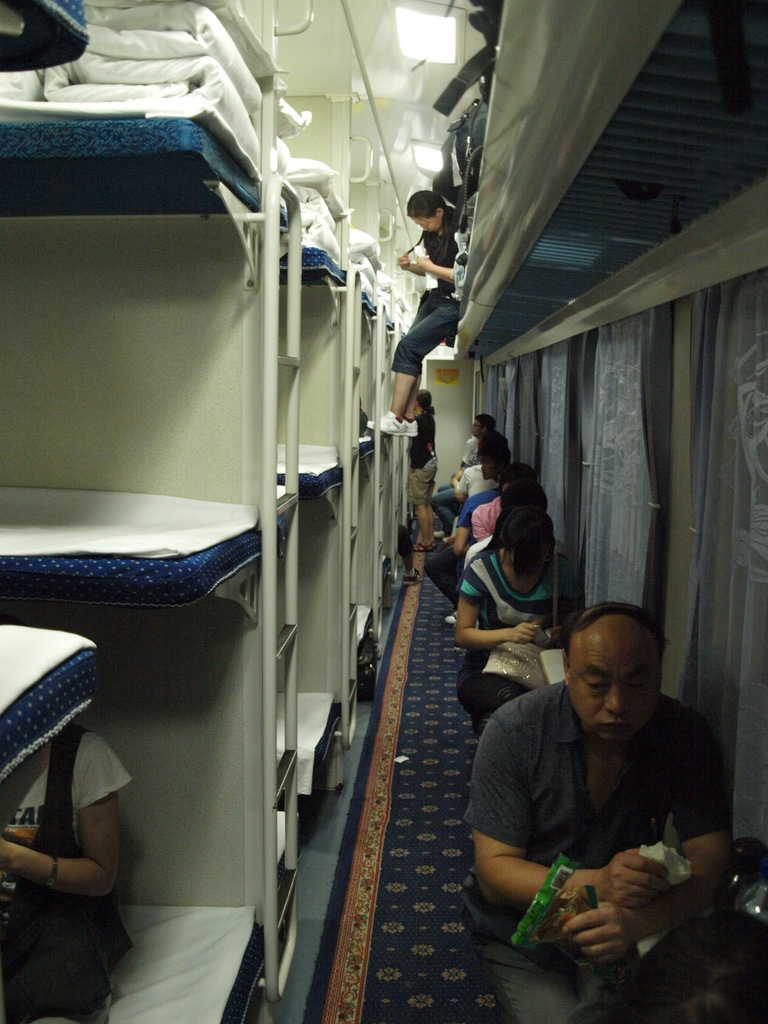
中国YW25G硬卧车内部
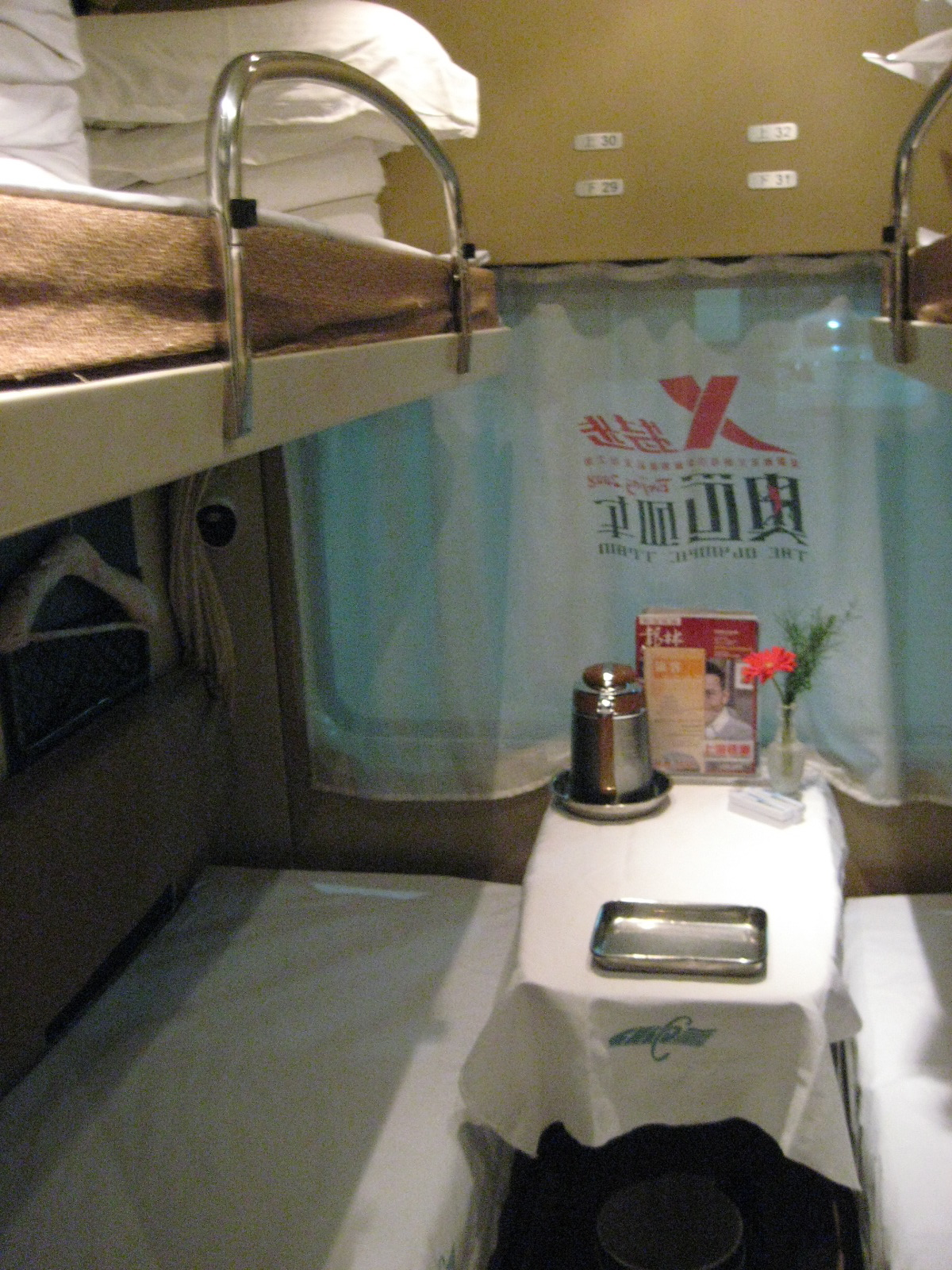
中国RW25T软卧车内部
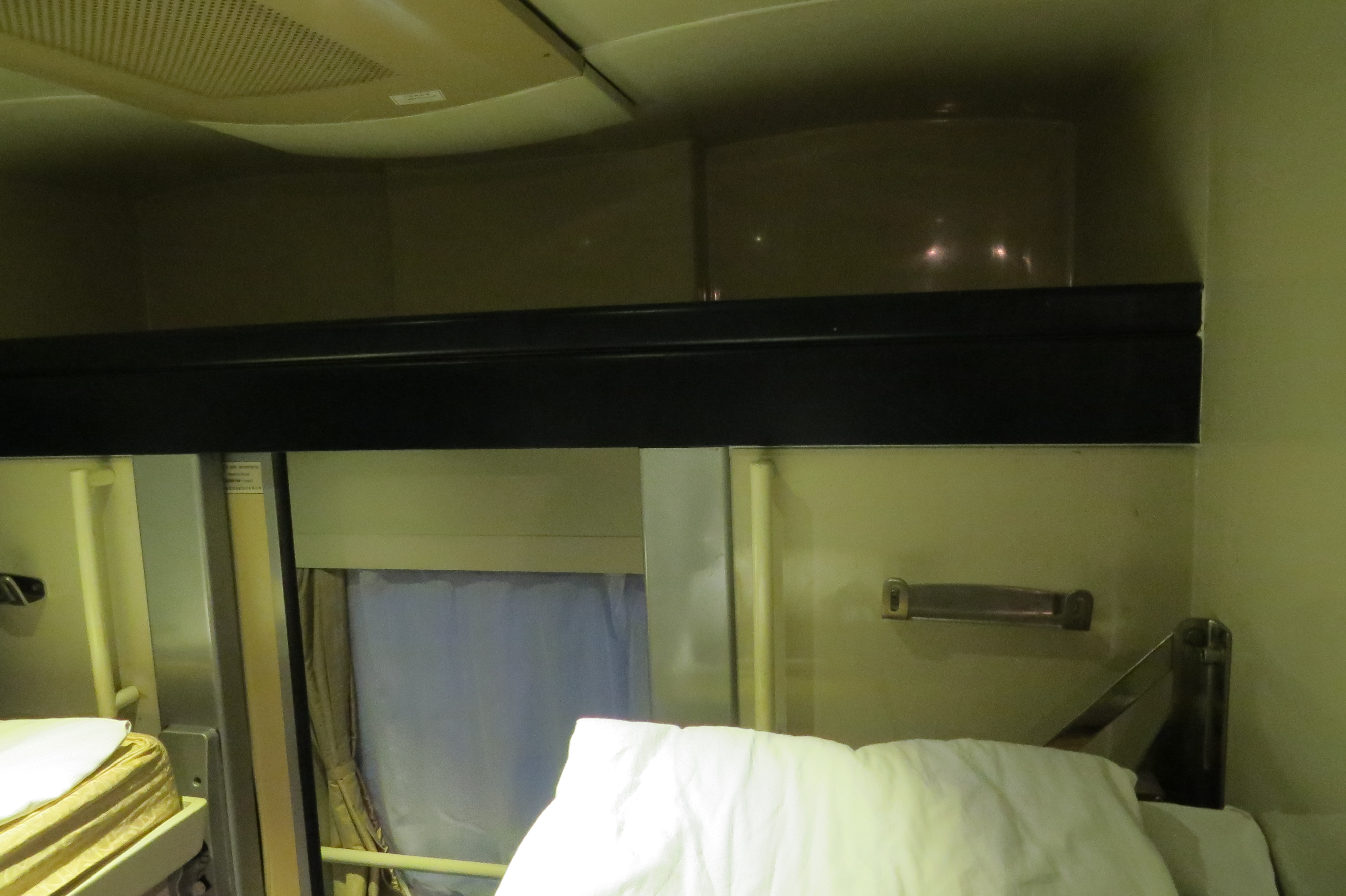
中国铁路BSP制RW25T软卧包厢内的行李架
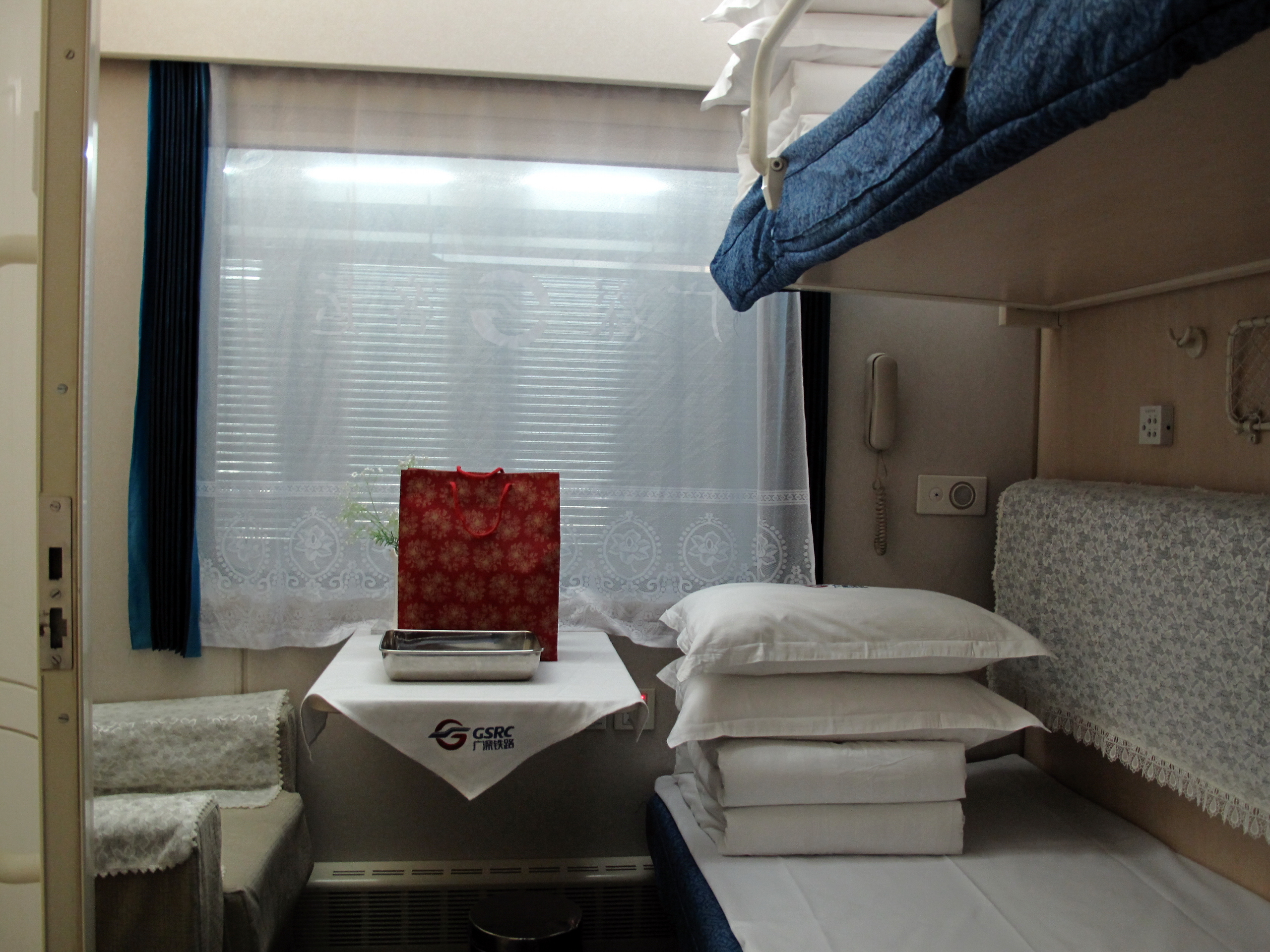
中国RW19T型高级软卧车内部
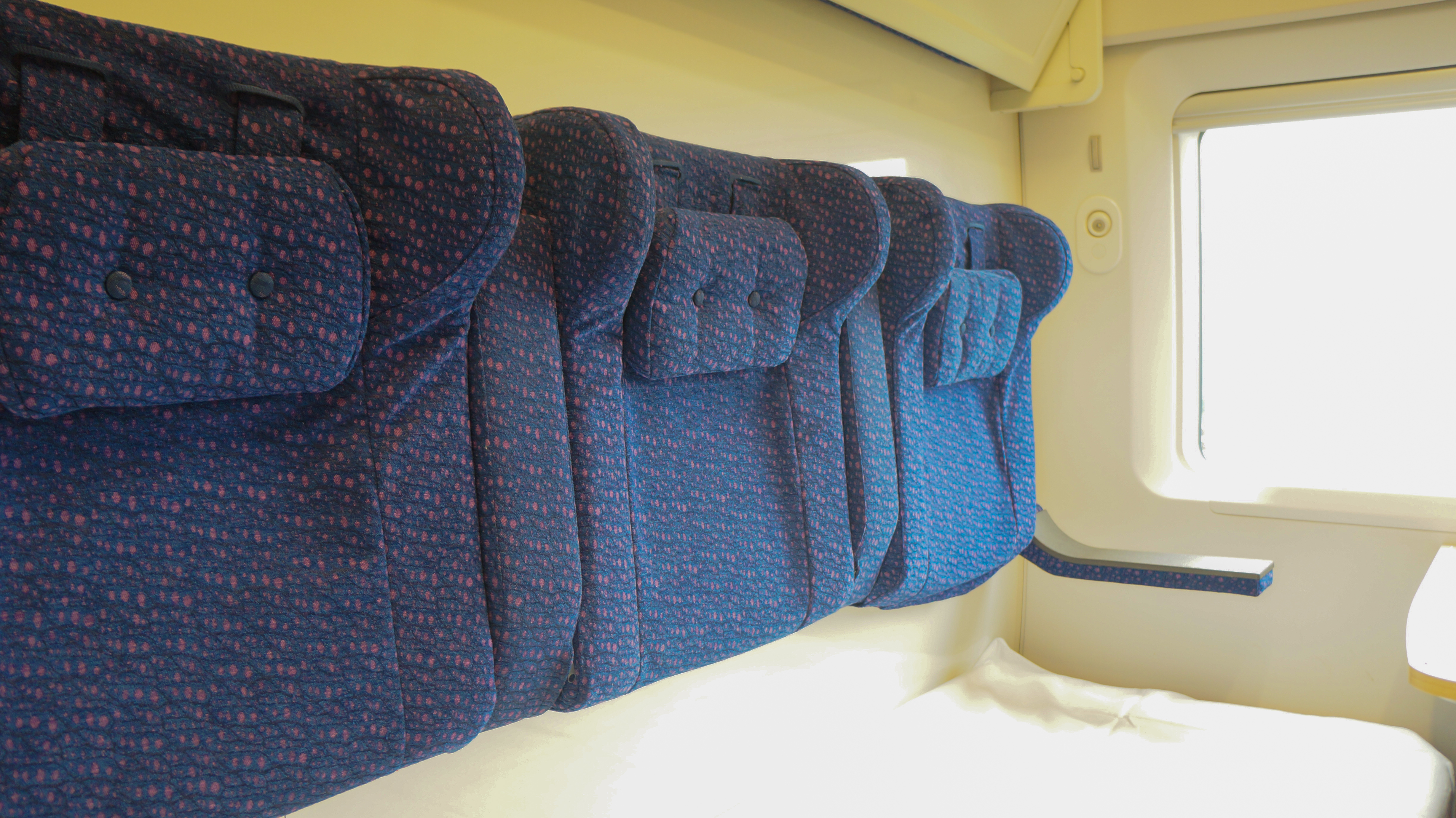
中国和谐号CRH1E-250型动车组软卧车下层床位有“坐卧两用”功能
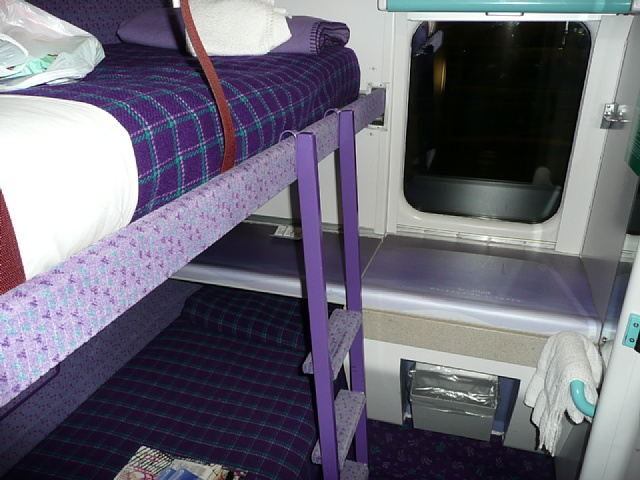
英国喀里多尼亚卧铺（英语：Caledonian Sleeper）
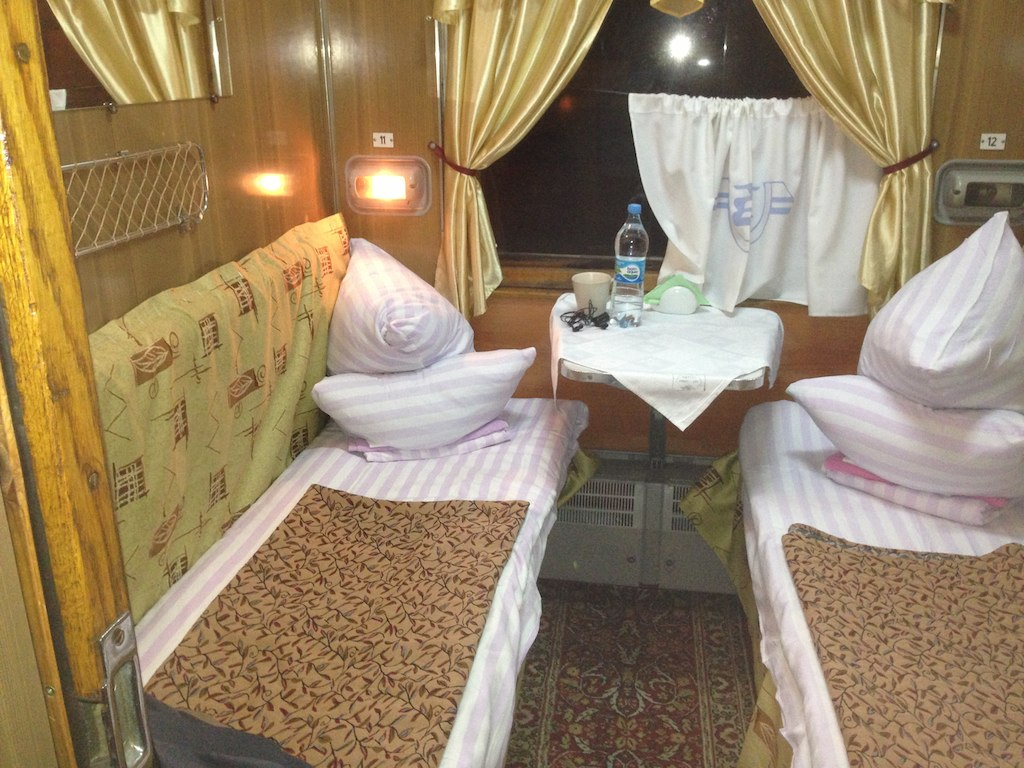
基辅-莫斯科列车上的一等软卧
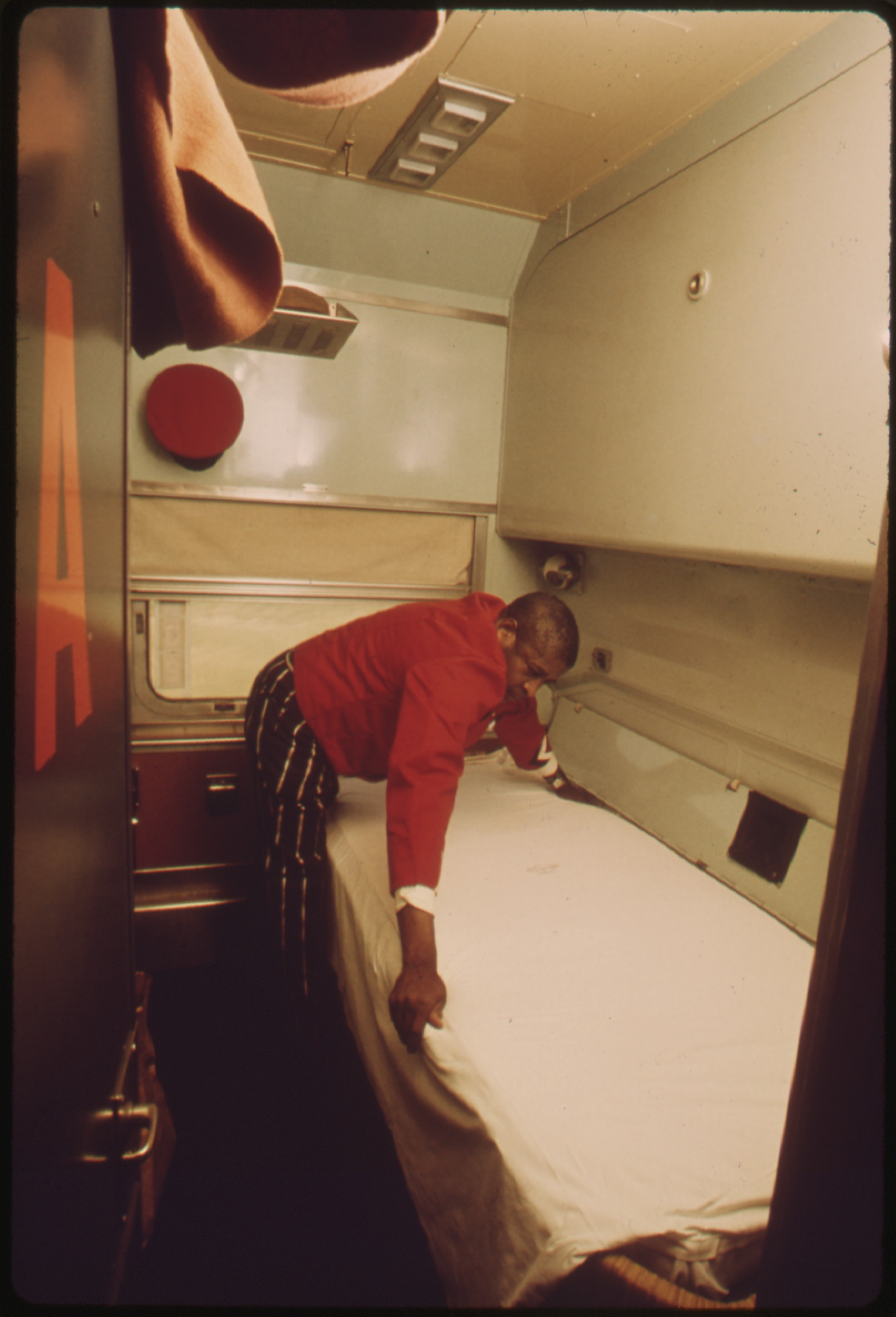
1974年美国铁路卧铺车
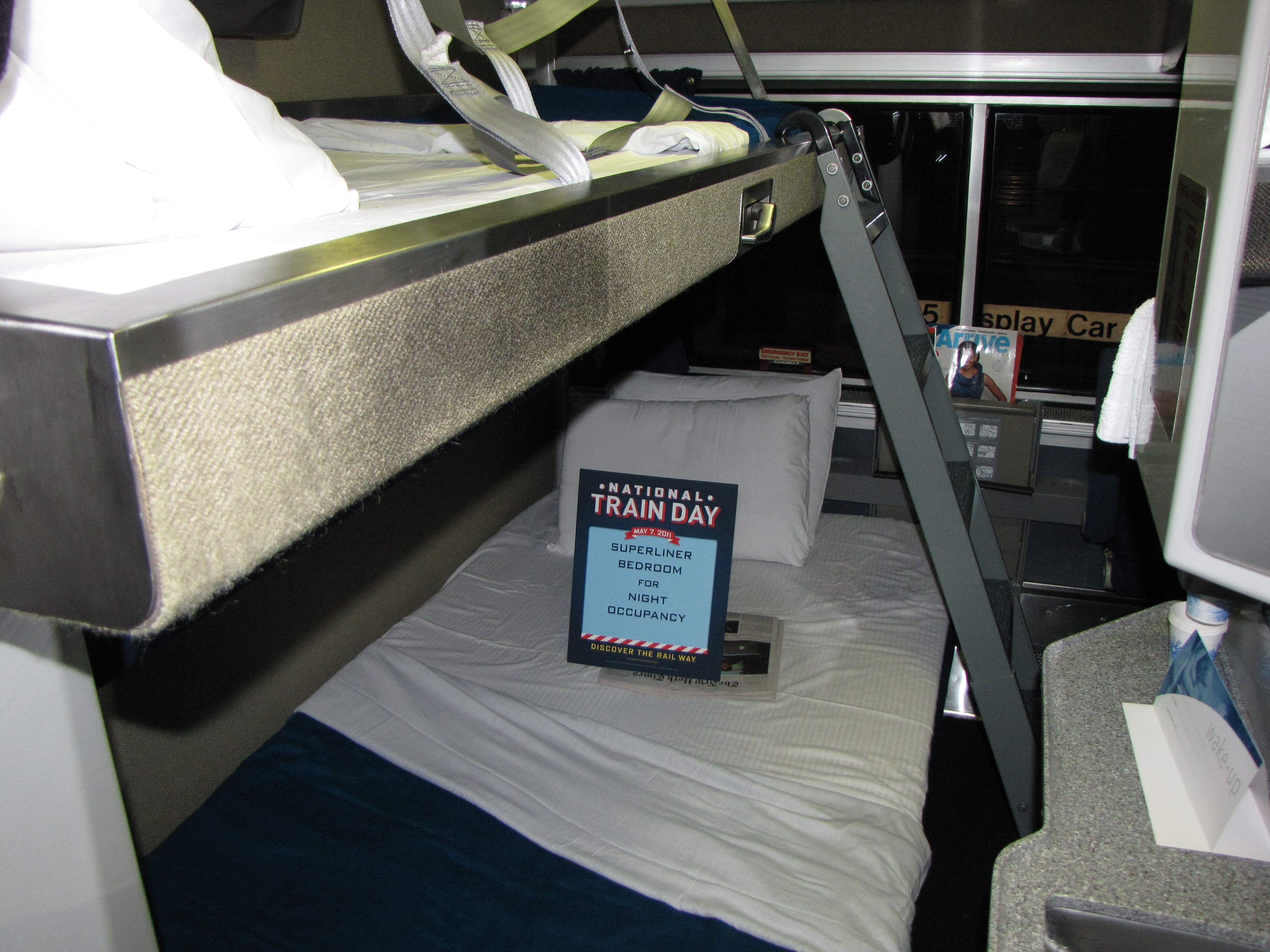
2011年美铁卧铺车